# Lovitura de stat din Costa Rica din 1917
Lovitura de stat din Costa Rica din 27 ianuarie 1917 a fost o întrerupere a ordinii constituționale în Costa Rica, unde președintele constituțional Alfredo González Flores, a fost îndepărtat de ministrul său de război și marină Federico "Pelico" Tinoco și de fratele său, José Joaquín Tinoco, care era comandantul armatei. Lovitura de stat a avut sprijinul oligarhiei din Costa Rica – alcătuită în principal din bancheri și cultivatorii de cafea - afectată de reforma fiscală promovată de González, care prevedea o povară fiscală mai mare pentru capitală. Gonzalez nu s-a bucurat de sprijinul popular deoarece a fost numit de Congres și nu a fost ales în urma unor alegerile de către popor.
Tinoco, pe lângă sprijinul părții mai conservatoare a oligarhiei, a avut sprijinul Bisericii Catolice, al armatei (comandată de fratele său), al unor importante figuri politice și intelectuale și al unor sectoare largi ale populației, deși brutalitatea represivă a regimul i-a subminat încetul cu încetul popularitatea. Guvernul SUA sub președintele Woodrow Wilson nu l-a recunoscut pe Tinoco drept președinte ca parte a politicii sale de respingere a loviturilor de stat din America Centrală pentru a promova stabilitatea.
Regimul a convocat alegeri prezidențiale care au fost considerate discutabile, Tinoco fiind singurul candidat, și în timpul căreia opoziția s-a putut limita doar la apelul la abținerea de la vot, precum și la convocarea alegerilor pentru o Adunare Constituantă, alegeri care au fost aproape în întregime câștigate de candidații Partidului Peliquista, partidului lui Tinoco (poreclit Pelico).
Cu toate acestea, dictatura lui Tinoco a durat doar doi ani. Fratele său José Joaquín a fost asasinat la 10 august 1919 și forțele rebele au intrat în țară având diferite grade de succes. Tinoco, alături de familia sa apropiată, a părăsit țara la două zile după moartea fratelui său. Următoarele alegeri din 1919 au fost câștigate de liderul opoziției, Julio Acosta García, cu o victorie la o diferență foarte mare. Aceasta a fost singura dictatură din istoria Costa Ricăi în secolul al XX-lea, deși o juntă de scurtă durată a condus țara timp de 18 luni după războiul civil din Costa Rica din 1948.